# Liste des véhicules officiels du président de la République française
La liste des véhicules officiels du président de la République française énumère les véhicules officiels (automobiles, ferroviaires, aériens) utilisés par les présidents de la République française (et de Philippe Pétain sous le régime de Vichy), notamment le jour de leur investiture et pour leurs voyages officiels.

## Automobiles

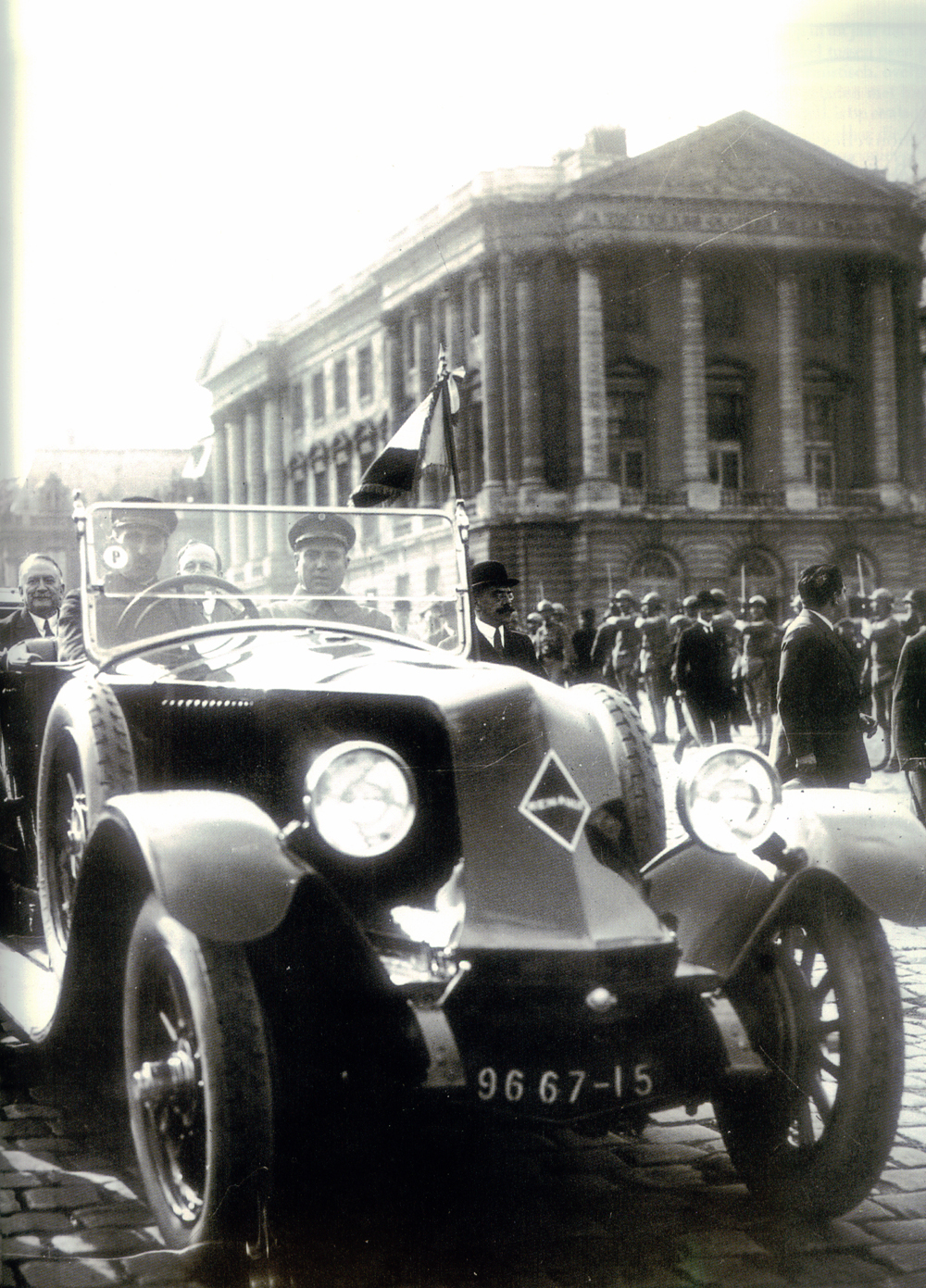
Gaston Doumergue lors de sa parade d'investiture, en juin 1924, à bord d'une Renault 40CV.

- 1904 : Le président Loubet a fait pour la première fois usage d'une automobile, lors du Salon de l'Auto pour se rendre du Grand Palais au Cours la Reine[2], et il a disposé d'une automobile officielle en 1905[3] (comme le président de la Chambre des députés, Paul Doumer[4]).

Voici la liste non exhaustive des véhicules officiels utilisés par les présidents de la République :
- 1906 : Charron 30CV et Panhard 18HP, utilisées par Armand Fallières.
- 1913 : torpédo Rochet-Schneider et Panhard 20HP, utilisées par Raymond Poincaré qui est le premier président à utiliser une vraie voiture officielle en 1913, reléguant de fait les véhicules hippomobiles au musée[6].
- 1920 : Voisin torpédo Grand Tourisme, utilisée par Paul Deschanel, Alexandre Millerand et Gaston Doumergue.
- 1920 : Renault 40CV, utilisée par Paul Deschanel, Alexandre Millerand et Gaston Doumergue.
- 1920 : Peugeot Type 156, utilisée par Alexandre Millerand.
- 1931 : Renault Reinastella cabriolet, utilisée par Paul Doumer puis Albert Lebrun.
- 1938 : Renault Nerva Grand Sport, utilisée par Albert Lebrun et Philippe Pétain.
- 1940 : Cadillac Fleetwood Série 75  modèle 1939 offerte par le président américain Roosevelt au maréchal Pétain.
- 1941 : Renault Suprastella, utilisée par Philippe Pétain et Vincent Auriol.
- 1950 : Talbot-Lago T26L 1950, utilisée par Vincent Auriol.
- 1955 : Citroën 15/6 H Limousine Franay, utilisée par René Coty puis Charles de Gaulle.
- 1955 : Citroën 15/6 H Chapron, utilisée par René Coty puis Charles de Gaulle.

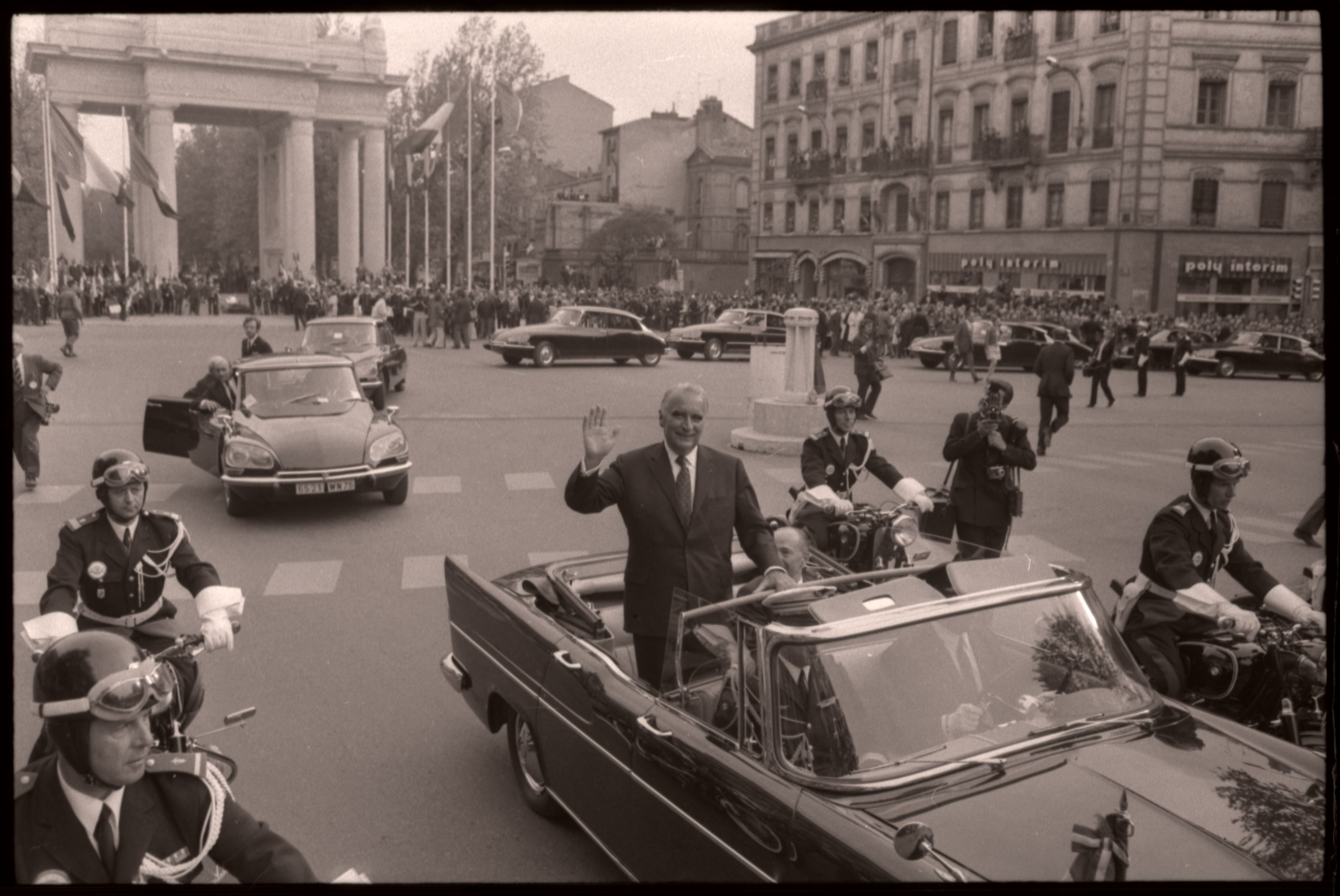
7 mai 1971 : voyage de Georges Pompidou à Toulouse à bord de la Simca présidentielle.

- 1959 : Simca Présidentielle, utilisée par Charles de Gaulle puis Georges Pompidou.
- 1962 : Citroën DS 19, utilisée par Charles de Gaulle (attentat du Petit-Clamart) puis Georges Pompidou.
- 1968 : Citroën DS Chapron berline rallongée (longueur de 6,53 m au lieu de 4,80 m), utilisée par Charles de Gaulle.
- 1972 : Citroën SM, deux berlines découvrables carrossées par Henri Chapron), commandées par Georges Pompidou, utilisées par ce même Président et ses successeurs Valéry Giscard d'Estaing, François Mitterrand et Jacques Chirac.
- 1974 : Citroën DS 21, utilisée par Valéry Giscard d'Estaing.
- 1975 : Peugeot 604 utilisée par Valéry Giscard d'Estaing.
- 1976 : Citroën CX Prestige, utilisée par Valéry Giscard d'Estaing puis Jacques Chirac.
- 1981 : Renault 30, utilisée par François Mitterrand.
- 1984 : Renault 25 limousine rallongée de 22,7 cm dans les ateliers Heuliez, utilisée par François Mitterrand.
- 1992 : Renault Safrane à châssis rallongé utilisée par François Mitterrand puis Jacques Chirac.
- 1999 : Peugeot 607, utilisée par Jacques Chirac, Nicolas Sarkozy.
- 2005 : Citroën C6, utilisée par Jacques Chirac, Nicolas Sarkozy, François Hollande et Emmanuel Macron.
- 2007 : Peugeot 607 Paladine, concept car utilisé par Nicolas Sarkozy uniquement le jour de son investiture.
- 2008 : Renault Vel Satis V6 blindée, utilisée par Nicolas Sarkozy puis Emmanuel Macron.
- 2012 : Citroën DS5 HYbrid4, utilisée par François Hollande le 15 mai, jour de son investiture.
- 2016 : Renault Espace V blindée, utilisée par François Hollande puis Emmanuel Macron.
- 2017 : DS 7 Crossback, utilisée par Emmanuel Macron le 14 mai, jour de son investiture[7].
- 2017 : Peugeot 5008 II blindée, utilisée par Emmanuel Macron pour la première fois le 14 juillet.
- 2021 : DS 7 Crossback E-Tense, hybride blindée utilisée par Emmanuel Macron pour la première fois le 11 novembre.
- 2022 : DS 7 E-Tense, hybride blindée utilisée par Emmanuel Macron pour la première fois le 14 juillet 2022 (restylage du DS 7 Crossback)[8].
- 2024 : Renault Rafale, hybride blindée utilisée par Emmanuel Macron pour la première fois le 14 juillet[9].
- 2025 : DS No 8, électrique légèrement blindée[10] utilisée par Emmanuel Macron pour la première fois le 8 mai 2025[11].

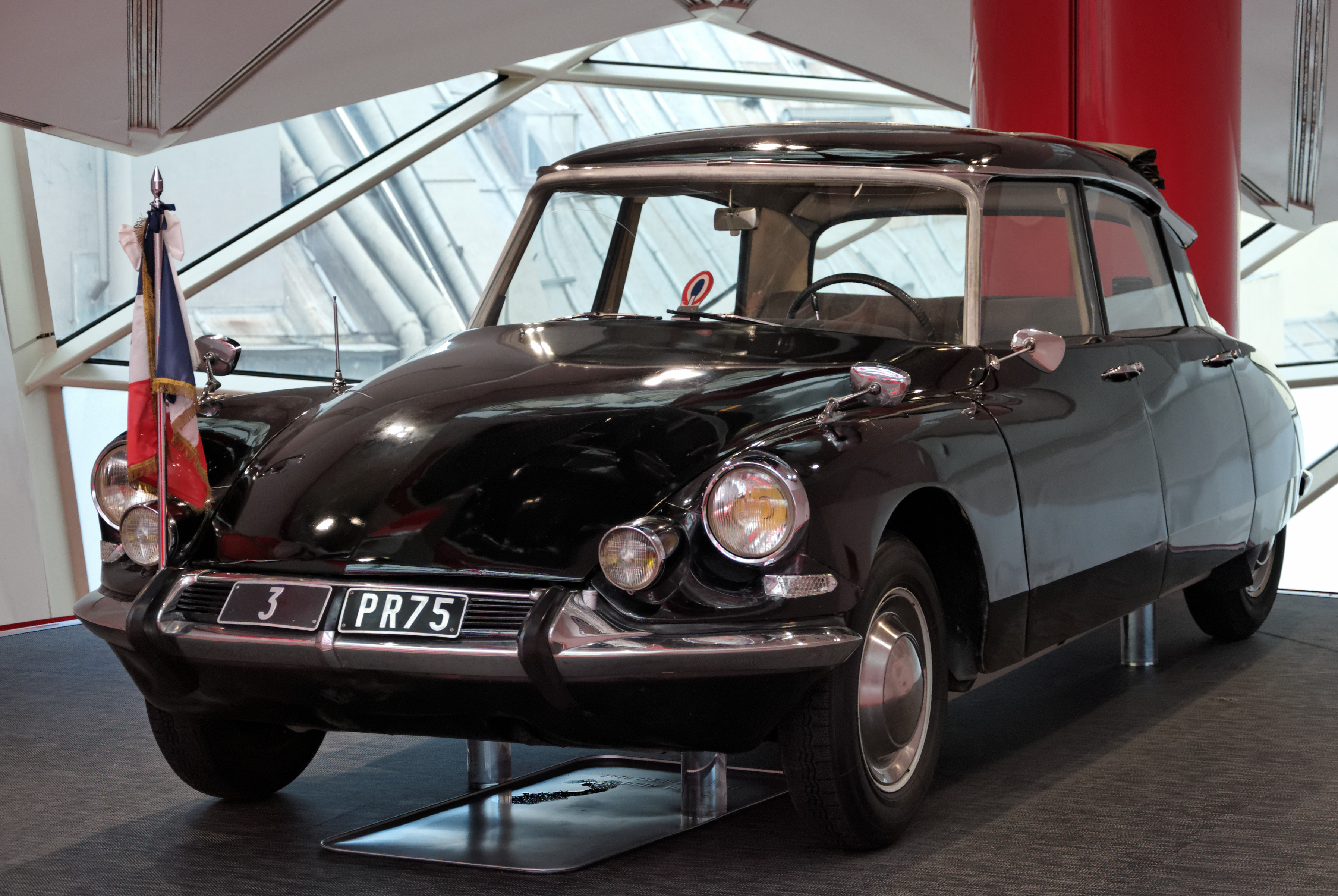
Citroën DS présidentielle datant de 1963, utilisée par Charles de Gaulle.
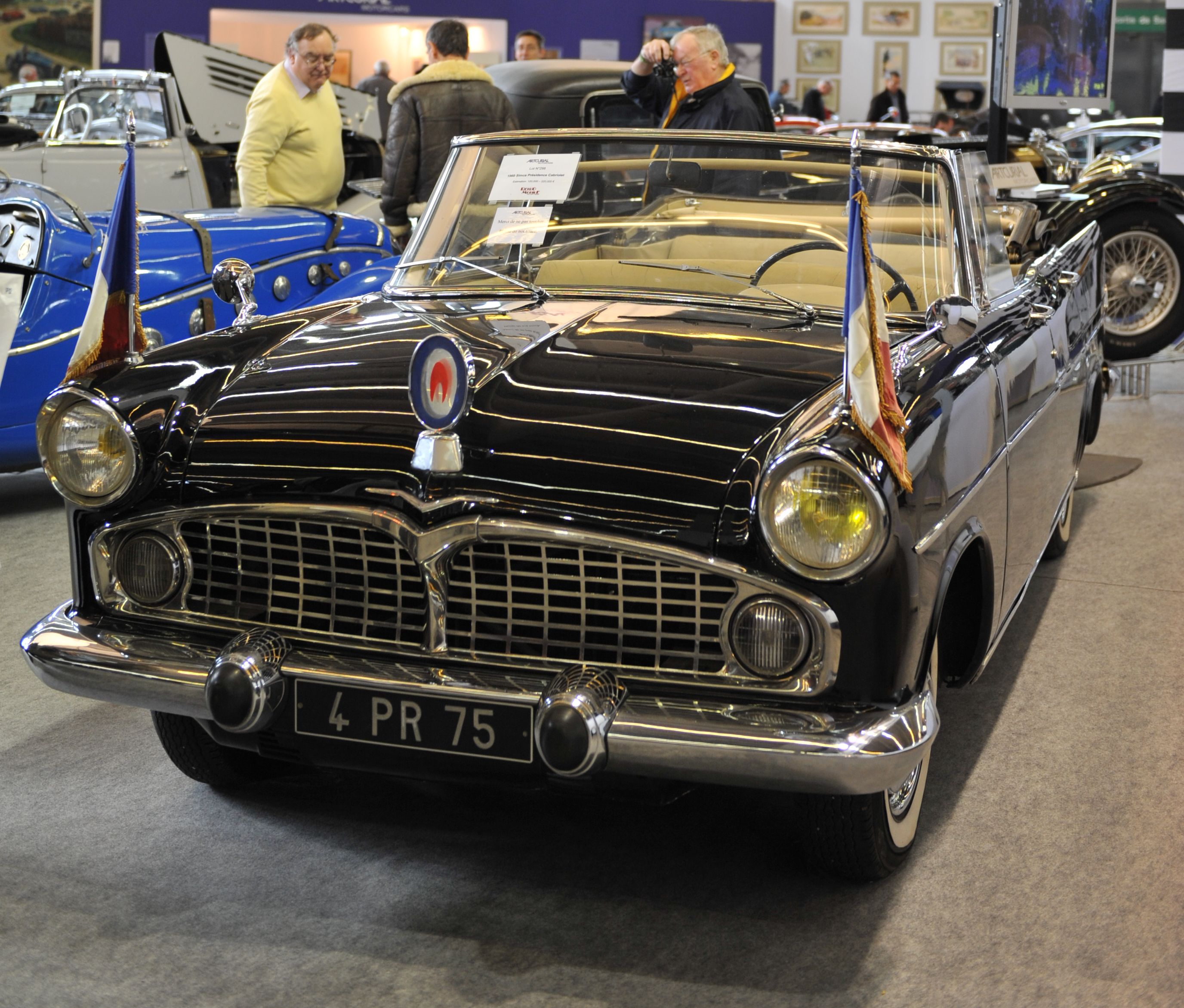
Simca présidentielle[12] utilisée par Charles de Gaulle puis Georges Pompidou.
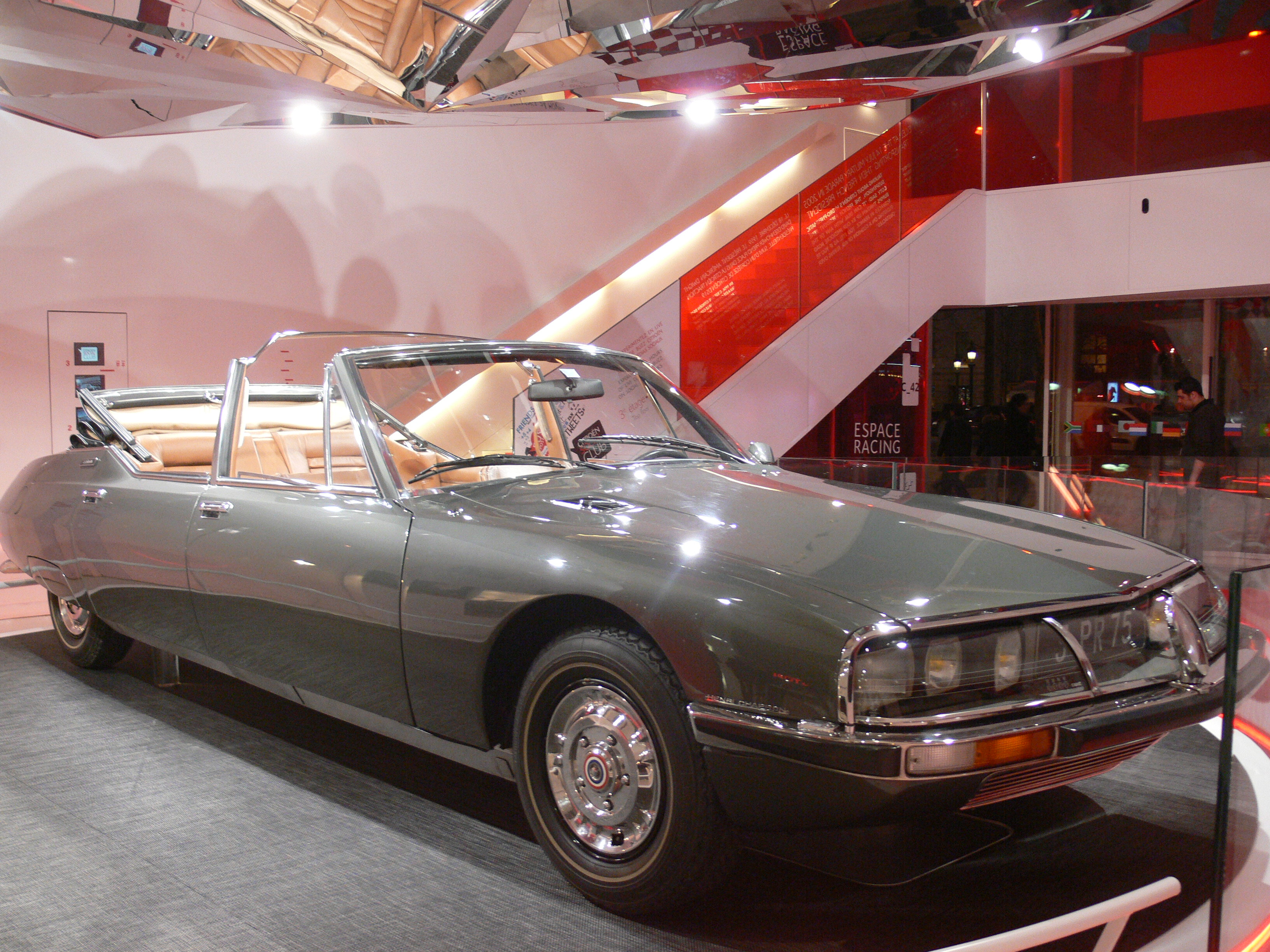
Citroën SM berline découvrable commandée par Georges Pompidou.
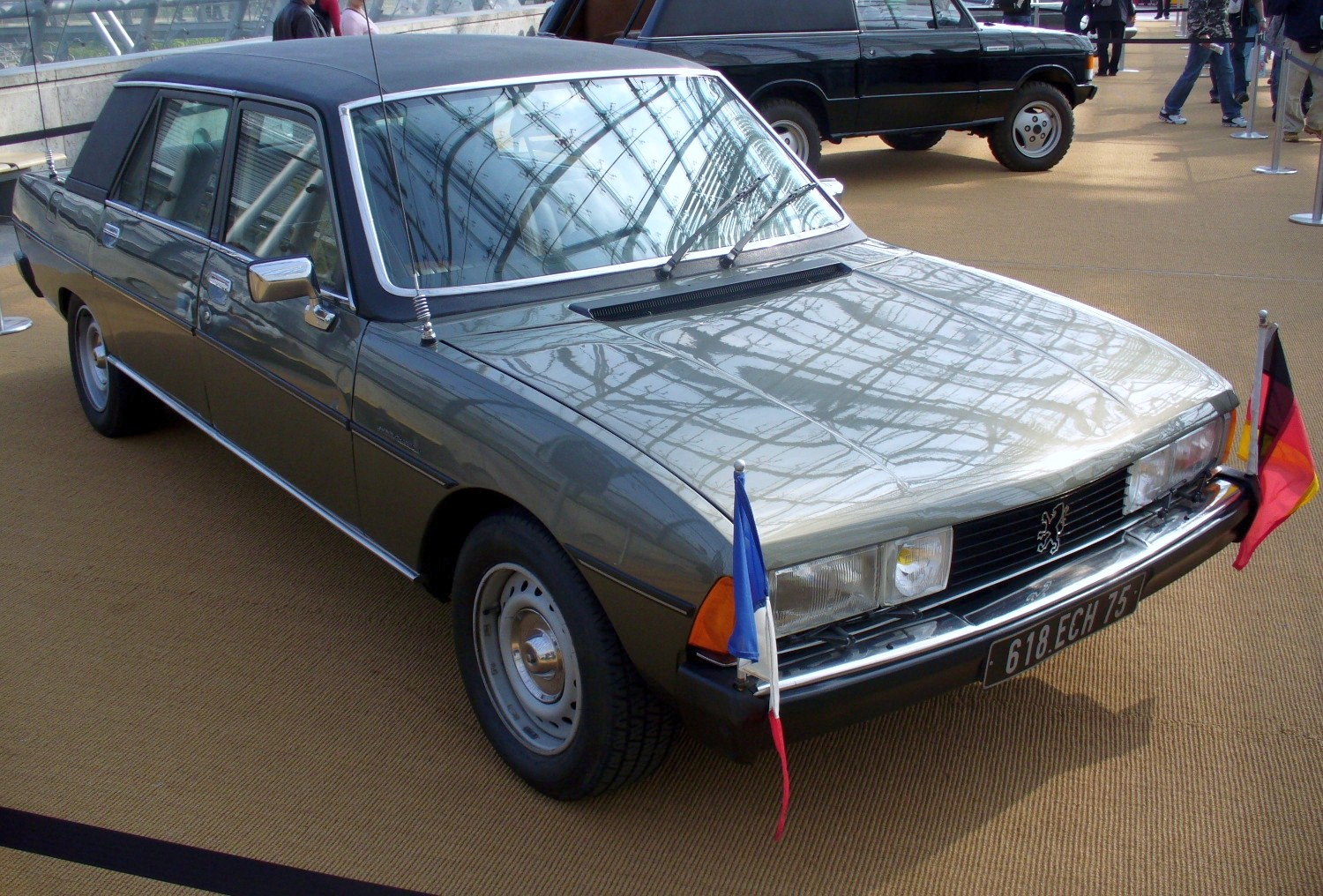
Peugeot 604, ici blindée, utilisée par Valéry Giscard d'Estaing[13].
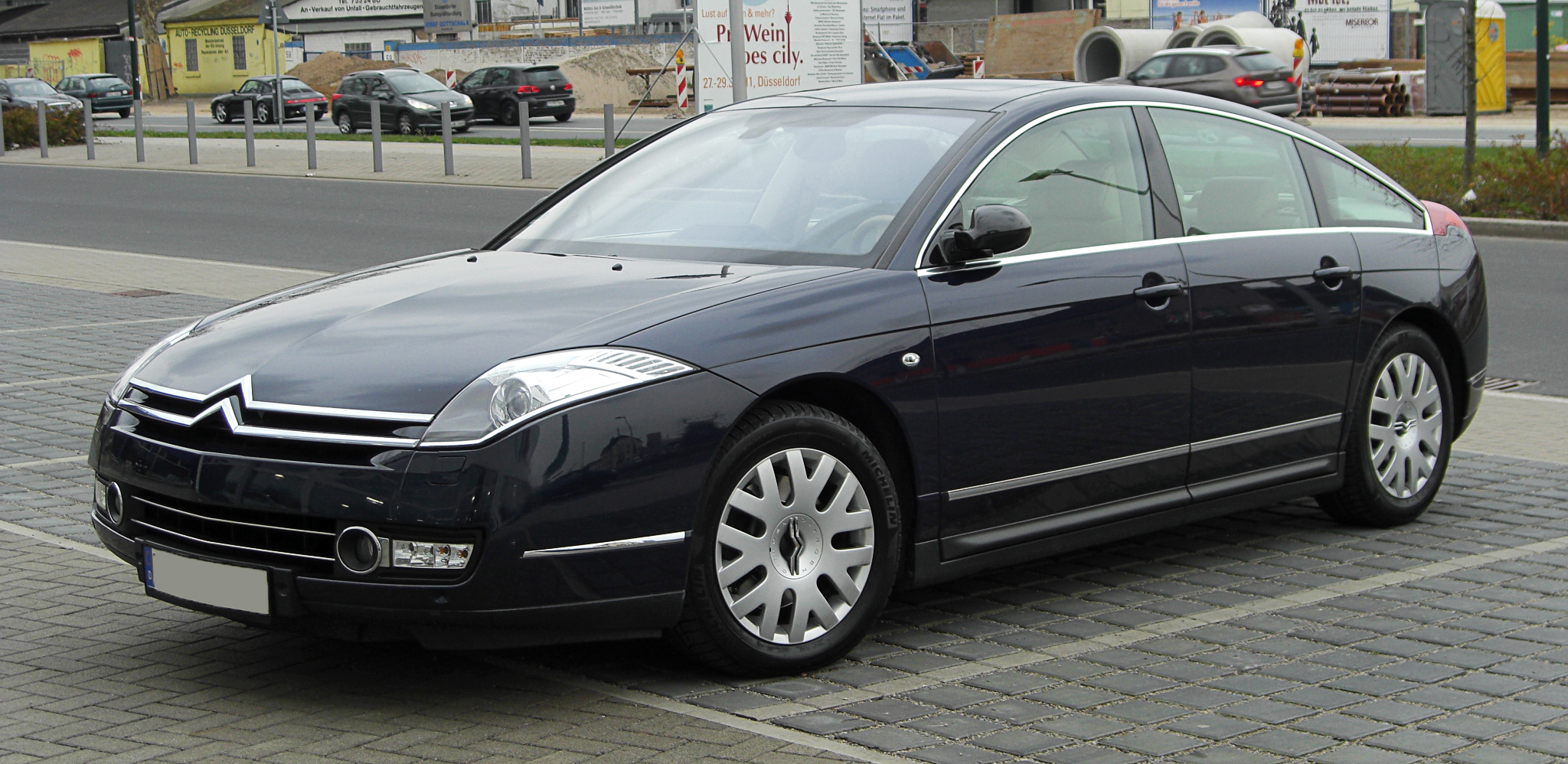
Citroën C6 utilisée par Jacques Chirac et ses successeurs de 2005 à 2016.

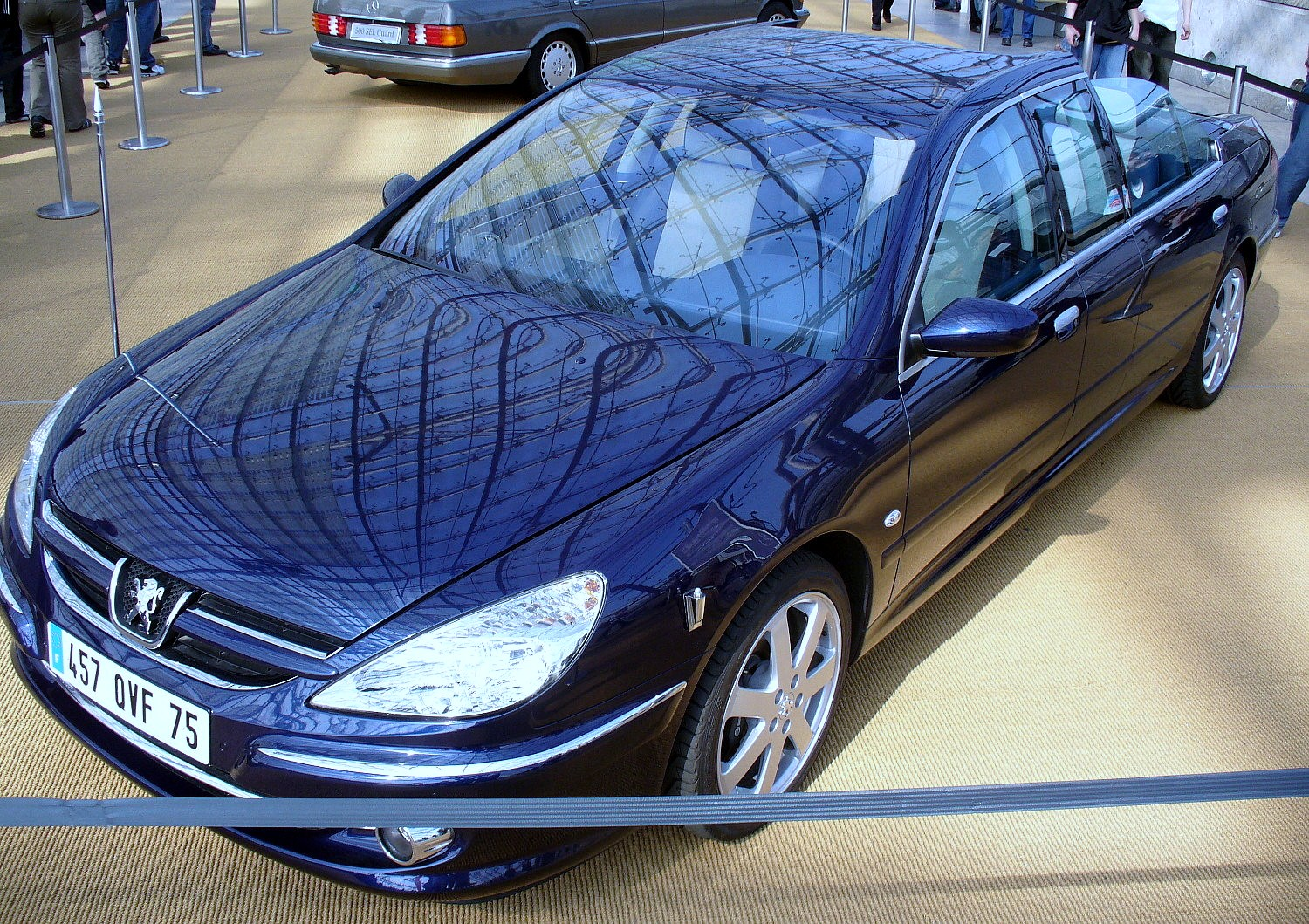
La Peugeot 607 Paladine utilisée par Nicolas Sarkozy le 17 mai 2007, jour de son investiture.
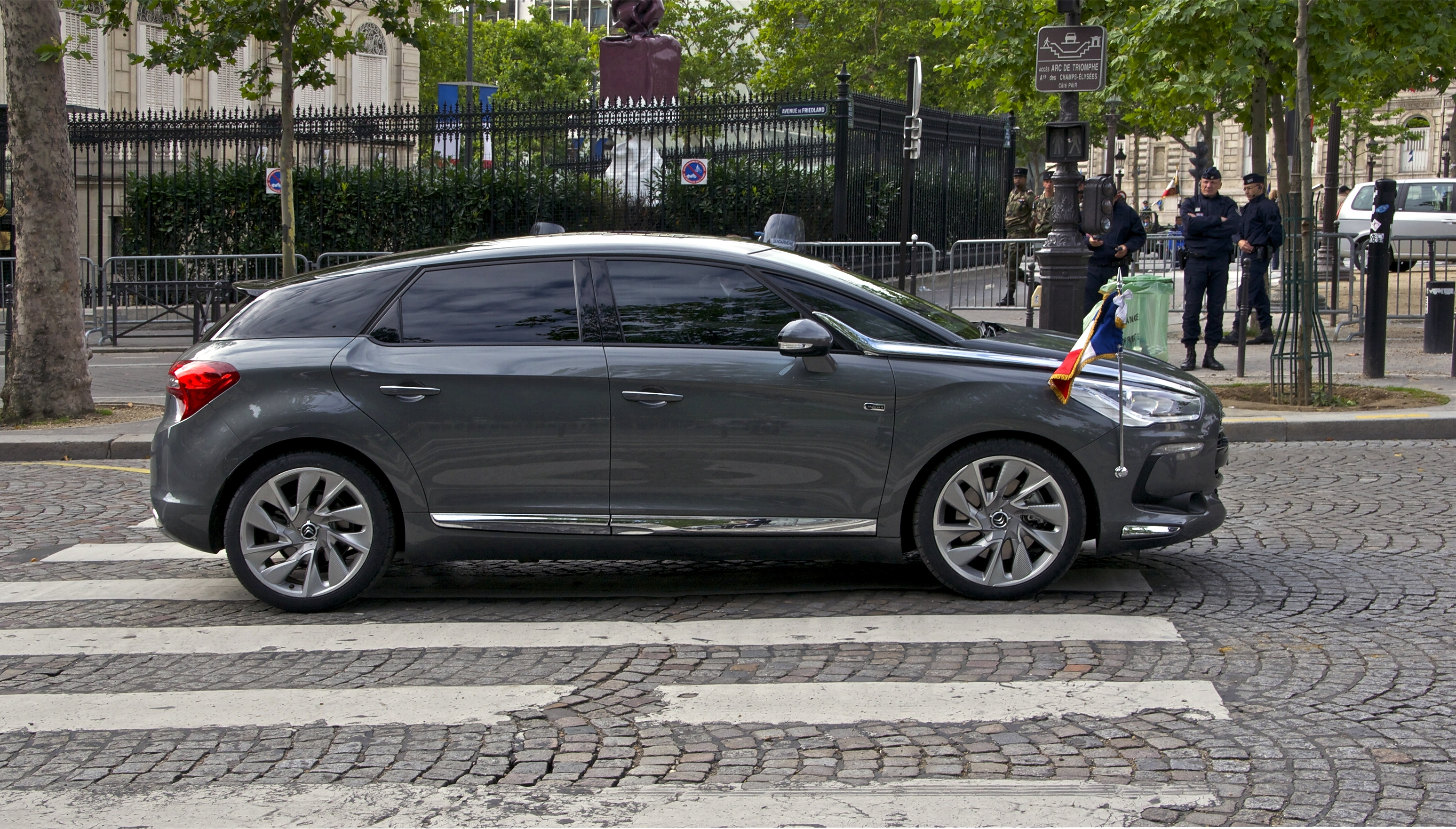
La Citroën DS5 présidentielle utilisée par François Hollande, en 2012.
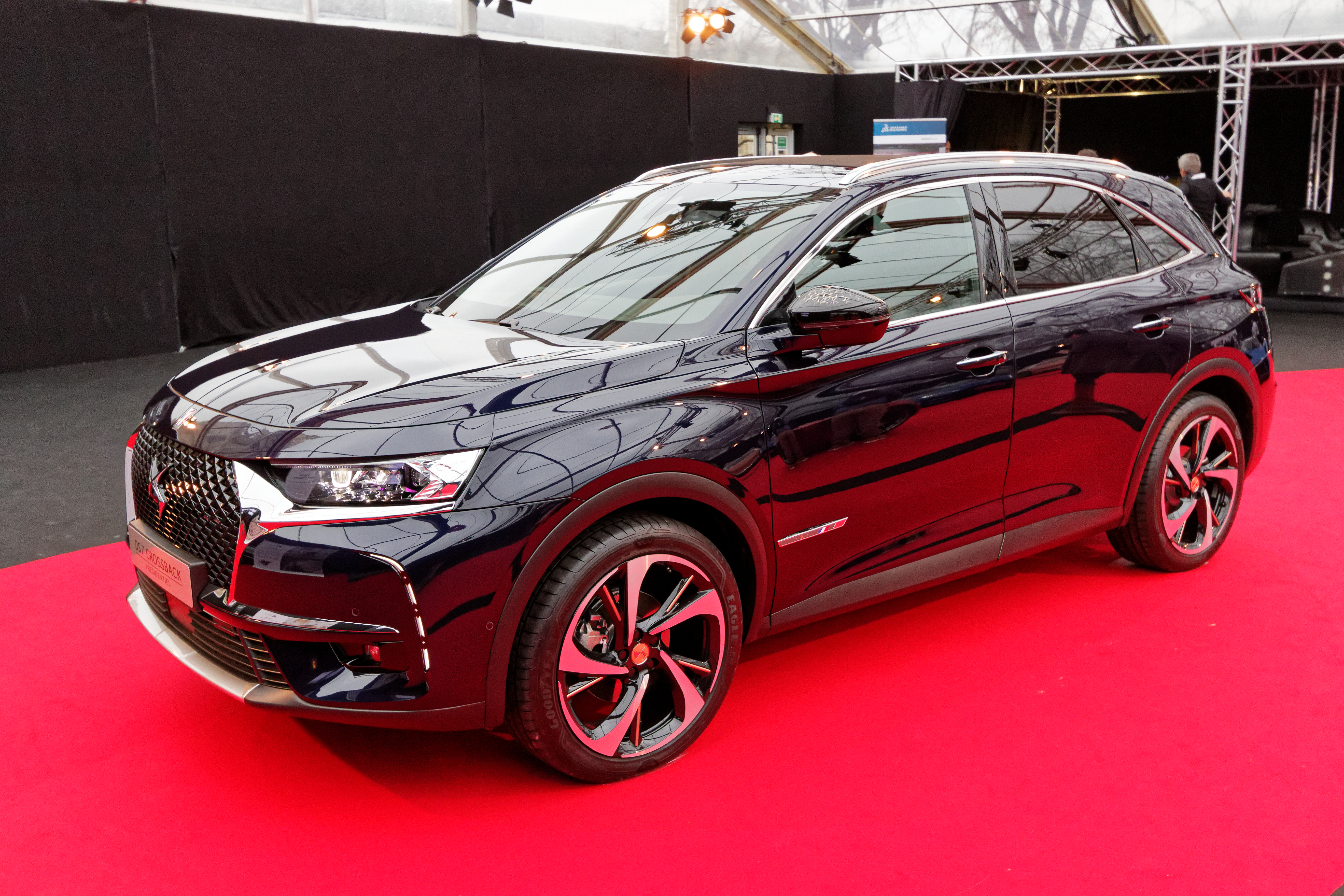
DS 7 Crossback Présidentiel utilisée par Emmanuel Macron le 14 mai 2017, jour de son investiture.

## Aéronefs
La République a pourvu sa présidence d'un avion officiel en 1920, un Farman F.50 jaune-rosé pour Paul Deschanel qui n'a vraisemblablement pas eu le temps de servir.